# Брезова пореста гъба
Брезовата пореста гъба, известна още като брезова праханова гъба (Fomitopsis betulina), е вид базидиева гъба от семейство Фомитопсисови (Fomitopsidaceae).

## Таксономия
Първоначално гъбата е описана от Жан Булиар през 1788 г. като Boletus betulinus, но по-късно, през 1881 г. е прехвърлена от Петър Карстен в рода Piptoporus, като Piptoporus betulinus. Молекулярни филогенетични изследвания показват, че видът е по-тясно свързан с рода Fomitopsis, отколкото с Piptoporus, и през 2016 г. гъбата е прекласифицирана във Fomitopsis.

## Разпространение и местообитание
Географското разпространение на брезовата пореста гъба е ограничено до Северното полукълбо, включително в Северна Америка, Европа и Азия.
Както подсказва името, гъбата расте само на брезови дървета, като бяла бреза, Betulina pubescens, Betulina papyrifera и Betulina obscura.

## Описание
Плодните тела израстват от кората на дървото и могат да се задържат там в продължение на година. Те са бледи, с гладка сивкавокафява горна повърхност, докато по кремаво бялата долна страна има стотици пори, съдържащи спори. Спорите са с цилиндрична до елипсоидна форма и с размери 3 – 6 μm на 1,5 – 2 μm.

## Консумация
Видът, макар и неотровен за хората, се счита за негоден за консумация.
Гъбата може да приюти голям брой видове насекоми, които се хранят с нея. В мащабно проучване на над 2600 плодни тела събрани в Източна Канада, са открити 257 вида членестоноги, от които 172 насекоми и 59 акари. С гъбата се хранят гъсениците на молеца Nemaxera betulinella. Старите плодни тела, които са оцелели през зимата, често се колонизират от Hypocrea pulmonata.